# Euryopis quinqueguttata
Euryopis quinqueguttata là một loài nhện trong họ Theridiidae.
Loài này thuộc chi Euryopis. Euryopis quinqueguttata được Tord Tamerlan Teodor Thorell miêu tả năm 1875.